# Carl Reid (prélat)
Pour les articles homonymes, voir Carl Reid et Reid.
Carl Reid est un prélat anglican canadien converti au catholicisme. Ordonné évêque au sein de la Communion anglicane traditionnelle en 2007, il rejoint finalement en 2012 la pleine communion avec l'Église catholique pour laquelle il devient prêtre sous l'autorité de l'ordinariat personnel de la chaire de Saint-Pierre avant d'être nommé, en 2019 ordinaire de l'ordinariat personnel de Notre-Dame de la Croix du Sud, en Australie, fonction qu'il quitte en 2023.

## Biographie
Carl Reid est membre de la Communion anglicane traditionnelle. Le 27 janvier 2007, en même temps que Craig Botterill, il est consacré évêque par le primat John Hepworth, assisté de Peter Wilkinson et Robert Mercer. Il devient ainsi évêque suffragant de l'Église anglicane catholique du Canada et chargé de la province d'Ottawa.
En 2009, le pape Benoît XVI publie la constitution apostolique Anglicanorum Coetibus.
En novembre 2011, Carl Reid devient évêque adjoint du pro-diocèse de Notre-Dame de Walsingham, composé des membres du clergé et des paroisses qui se préparent à une entrée immanente au sein du futur ordinariat personnel de la chaire de Saint-Pierre. 
C'est ainsi qu'il se convertit au catholicisme le 15 avril 2012 et redevient ainsi un simple laïc. Il fait effectivement sa profession de foi, en même temps que Peter Wilkinson, et reçoit la communion pour la première fois en tant que catholique lors d'une cérémonie présidée par Richard Gagnon en la cathédrale Saint-André de Victoria.
Le pape ayant permis aux anciens prêtres anglicans mariés d'accéder à la prêtrise, il est ensuite ordonné le 26 janvier 2013 par Terrence Prendergast en la cathédrale Notre-Dame d'Ottawa. Dès lors, il devient doyen de Saint-Jean-Baptiste et recteur de la congrégation de l'Annonciation de la Bienheureuse Vierge Marie, puis, en 2014, il est nommé recteur de la Congrégation du bienheureux John Henry Newman, à Victoria. 
Le 26 mars 2019, il est nommé par le pape François ordinaire de l'ordinariat personnel de Notre-Dame de la Croix du Sud, en Australie.